# Giulio Cesare Cortese
Giulio Cesare Cortese (Nàpols, 1570 - Nàpols, 1622) va ser un poeta italià.

## Biografia[calcitació]
Nascut en el si d'una família acomodada, poc es coneix dels primers anys de Cortese, tot i que es creu que va ser company d'escola de Giambattista Basile. Llicenciat en Dret, va triar ser cortesà a Espanya i a Florència, sense massa èxit. En canvi, aparentment va tindre certa fortuna en la cort dels Medici, i el 1599 és enviat a Espanya com a delegat de la nissaga en les noces de Felip III d'Espanya amb Margarida d'Àustria.
En les seus ritmes toscanes, hi ha un intent per captar l'atenció dels Comtes de Lemos, representatius de la corona espanyola a Nàpols. Va ser amic de Luigi Caponaro, a qui cita freqüentment en els seus treballs. La rellevància del seu treball descansa en la literatura dialectal i barroca italiana, ates que, amb Basile, va posar els fonaments per dignificar literàriament i artística el napolità, en oposició al toscà, en el qual Cortese havia produït també un bon nombre de laudatoris.

## Obres destacades
- La Vaiasseide: una comèdia heroica en cinc cants protagonitzada per un grup de vaiasse, dones napolitanes comuns que s'expressen en el seu dialecte. D'un estil còmic i transgressor, dona importància a la participació del cor plebeu.
- Viatge en el Parnàs: un diagnòstic de la condició de la literatura i de les gents de lletres, amb al·lusions autobiogràfiques, farcides d'amargor i pessimisme.